# Célestin Albin de Cigala
Célestin Albin de Cigala, né à Castillon (Alpes-Maritimes) le 18 août 1865 et mort à Paris 9e le 13 décembre 1928, est un prêtre et théologien catholique, écrivain et traducteur français, qui fut "Chapelain du Maréchal du Conclave".

## Œuvres
Albin de Cigala est l'auteur de :
- La Basilique de Notre-Dame de Fourvière, 1896
- L'ile de Crète, histoire et souvenirs, 1898
- La poésie du bréviaire, en 3 tomes 1899
- Urbi et Orbi, roman des temps postnéroniens, pour faire suite au "Quo vadis ?", 1900.
- Nice chrétienne, guide historique et artistique des paroisses, 1900.
- Vie intime de Pie X, 1904, rééditée en 1926 : Vie intime de sa Sainteté Pie X.
- Le Christ-Roi, Drame sacré en vers, imité de l'antique 1906
- Massillon enfant : étude d'un vocation
- L'imitation de Jésus méditée

Il a également traduit 
- Allons à Lui traduction du roman "Pójdźmy za nim!" de Henryk Sienkiewicz
- L'imitation de Jésus Christ en prose rythmique, 1906

- Prix Jules-Janin 1908 de l’Académie française
- L’Imitation de la bienheureuse Vierge Marie de Thomas a Kempis.

On lui doit aussi 
- De imitatione Christi, édition rythmique, 1903

### Rééditions
- Urbi et Orbi, roman des temps postnéroniens, Paris, Les Belles-Lettres, 2008, 224 p.  (ISBN 9782251443454)
- L'Imitation de la bienheureuse Vierge Marie, Saint Rémi (édition), 128 p.  (ISBN 9782845191471)